# أثر البيت الزجاجي
تأثير البيت الزجاجي، هو الظاهرة الناتجة عن الوعي بان المرء يخضع للمراقبة في كل مكان. في بيئات الشركات تعتبر الشفافية فكره جيدة، حيث يُعتقد أن هذا يشجع على عدم ارتكاب جرائم الشركات وغيرها من التصرفات الخاطئ. 
يمكن أن يؤدي تأثير البيت الزجاجي إلى إحساس بإلياس لدى الخاضعين لمثل هذه المراقبة غير المنضبطة يتم فقد العزلة بشكل واضح وتعتبر الخصوصية جريمة فكرية. الأفكار الخارجة عن الموضوع في مثل هذه الظروف عاده ما تطمين بعض الاختلافات في مفهوم catch-22 مثل:
1. لا يوجد مكان للاختباء ،يجب ألا لا تريد ذلك.
2. يعتبر أي سلوك تفادي للشفافية تهديدا وعرضه للمزيد من التدقيق.

## روابط خارجية
- Leaders Should Exploit the "Glass House Effect", an Oren Harari essay in support of GHE
- An argument for openness argument for a transparent society from ديفيد برين.